# 권오진
권오진(1960년 음력 2월 29일 / 양력 3월 26일 ~ )는 대한민국의 배우이다.

## 출연작

### 영화
- 《유공자》 (2021년) - 형사 1 역
- 《천사는 바이러스》 (2021년) - 잼만 역
- 《엄마의 공책》 (2018년) - 운동화 가게 주인 역
- 《푸른노을》 (2017년) - 박규식 역
- 《희생부활자》 (2017년) - 오토바이가게 주인 역
- 《루시드 드림》 (2017년) - 퇴물조폭 2 역
- 《죽여주는 여자》 (2016년) - 주사중년남 역
- 《악인은 살아 있다》 (2015년) - 캐피탈 부사장 역
- 《연평해전》 (2015년) - 주일영 역
- 《10분》 (2014년) - 원장 역
- 《변호인》 (2013년) - 십장 1 역
- 《박수건달》 (2013년) - 계파보스 1 역
- 《공모자들》 (2012년) - 횟집 주인 역
- 《악인은 너무 많다》 (2012년) - 오 형사 역
- 《다슬이》 (2011년) - 나이트클럽전무 역
- 《통증》 (2011년) - 상인대표 역
- 《혜화,동》 (2011년) - 개장수 역
- 《소와 함께 여행하는 법》 (2010년) - 경운기 남 역
- 《방자전》 (2010년) - 나뭇꾼 역
- 《반가운 살인자》 (2010년) - 취객 역
- 《육혈포 강도단》 (2010년) - 남자 노인 1 역
- 《식객: 김치전쟁》 (2010년) - 조합장 역
- 《핑크토끼》 (2009년) - 강렬 역
- 《해운대》 (2009년) - 계란 투척 노인 역
- 《차우》 (2009년) - 주민 3 / 묘지주인 역
- 《실종》 (2009년) - 형사 역
- 《크로싱》 (2008년) - 탈북자 2 역
- 《특별시 사람들》 (2007년) - 닭장주인 역
- 《열혈남아》 (2006년) - 사진 속 사내 역
- 《천하장사 마돈나》 (2006년) - 일꾼 역
- 《마이 캡틴 김대출》 (2006년) - 골동품 사내들 역
- 《피터팬의 공식》 (2006년) - 선주 역
- 《음란서생》 (2006년) - 노인 2 역
- 《백만장자의 첫사랑》 (2006년) - 주유소 사장 역
- 《참 잘했어요》 (2005년) - 아버지 역
- 《클라이막스》 (2005년) - 등산객 역
- 《넘버 3》 (1997) - 다구찌 역

### 드라마
- 《친절한 선주씨》(2025년, MBC) - 동거남 역
- 《본 대로 말하라》 (2020년, OCN) - 양 잡는 사람 역
- 《검법남녀》 (2018년, MBC) - 최한석 역
- 《라디오 로맨스》 (2018년, KBS2)
- 《역류》 (2018년, MBC)
- 《나쁜 녀석들 : 악의 도시》 (2017년, OCN)
- 《청춘시대 2》 (2017년, JTBC)
- 《구해줘》 (2017년, OCN)
- 《최강 배달꾼》 (2017년, KBS2)
- 《맨투맨》 (2017년, JTBC)
- 《보이스》 (2017년, OCN)
- 《치즈인더트랩》 (2016년, tvN)
- 《특수사건 전담반 TEN 2》 (2013년, OCN) - 형사 역
- 《아이리스》 (2009년, KBS2) - 선장 역

### 연극
- 《해일》 (2006년)
- 《남자충동 - 연극열전》 (2004년) - 병춘 역
- 《무통대변》 (2002년)